# Pápua Új-Guinea hívójelkörzetei
Pápua Új-Guinea jelenleg (2024) nincs felosztva hívójelkörzetekre.
Pápua Új-Guinea számára az ITU az P2 hívójelprefixet határozta meg.
| Prefix | Körzet | Hely/jelleg                                    | ITU zóna | CQ zóna | 1 szintű QTH lokátor |
| ------ | ------ | ---------------------------------------------- | -------- | ------- | -------------------- |
| P2     | [0..8] | Pápua Új-Guinea                                | 51       | 28      | OH, OI               |
| P2     | 9      | Átjátszóállomások                              | 51       | 28      | OH, OI               |
| VK     | 4      | Kivezetve, Ausztrál függőség idején használták | 51       | 28      | OH, OI               |
| VK     | 9      | Kivezetve, Ausztrál függőség idején használták | 51       | 28      | OH, OI               |

## Lajstromjel
Vízi és légi járművek lajstromjelezéséhez a P2 prefixet használják.